# ألبرت بويج
ألبرت بويج (مواليد 15 أبريل 1968)، هو لاعب كرة قدم إسبانيمعتزل.

## وصلات خارجية
- ألبرت بويج على موقع قاعدة بيانات كرة القدم.إي يو (الإنجليزية)
- ألبرت بويج على موقع Soccerway.com (الإنجليزية)
- ألبرت بويج على موقع عالم كرة القدم.نت (الإنجليزية)